# しし座
しし座（）は、現代の88星座の1つで、プトレマイオスの48星座の1つ。黄道十二星座の1つで、ライオンをモチーフとしている。天の赤道に近い位置にあり、地球上のどこからでも観望可能である。
α星レグルスは、全天に21個あるとされる1等星の1つで、その中では最も暗い。2等星のβ星デネボラは春の大三角と呼ばれる正三角形に近い形をしたアステリズムの一角を成している。また、レグルスを含むライオンの頭部の星を7つ繋いだアステリズムは「ししの大鎌」と呼ばれている。
天の川から離れた位置にあるため目立つ星団や星雲はないが、しし座のトリオ銀河と呼ばれる3つの銀河を始め、双眼鏡や口径の小さな望遠鏡で観測できる銀河が多い。また、天の川銀河の伴銀河が複数発見されている。
γ星付近に放射点を持つしし座流星群は、約33年の周期で活発な活動を見せることで知られ、2001年には1時間あたり1,000個を超える流星嵐が観測された。

## 特徴

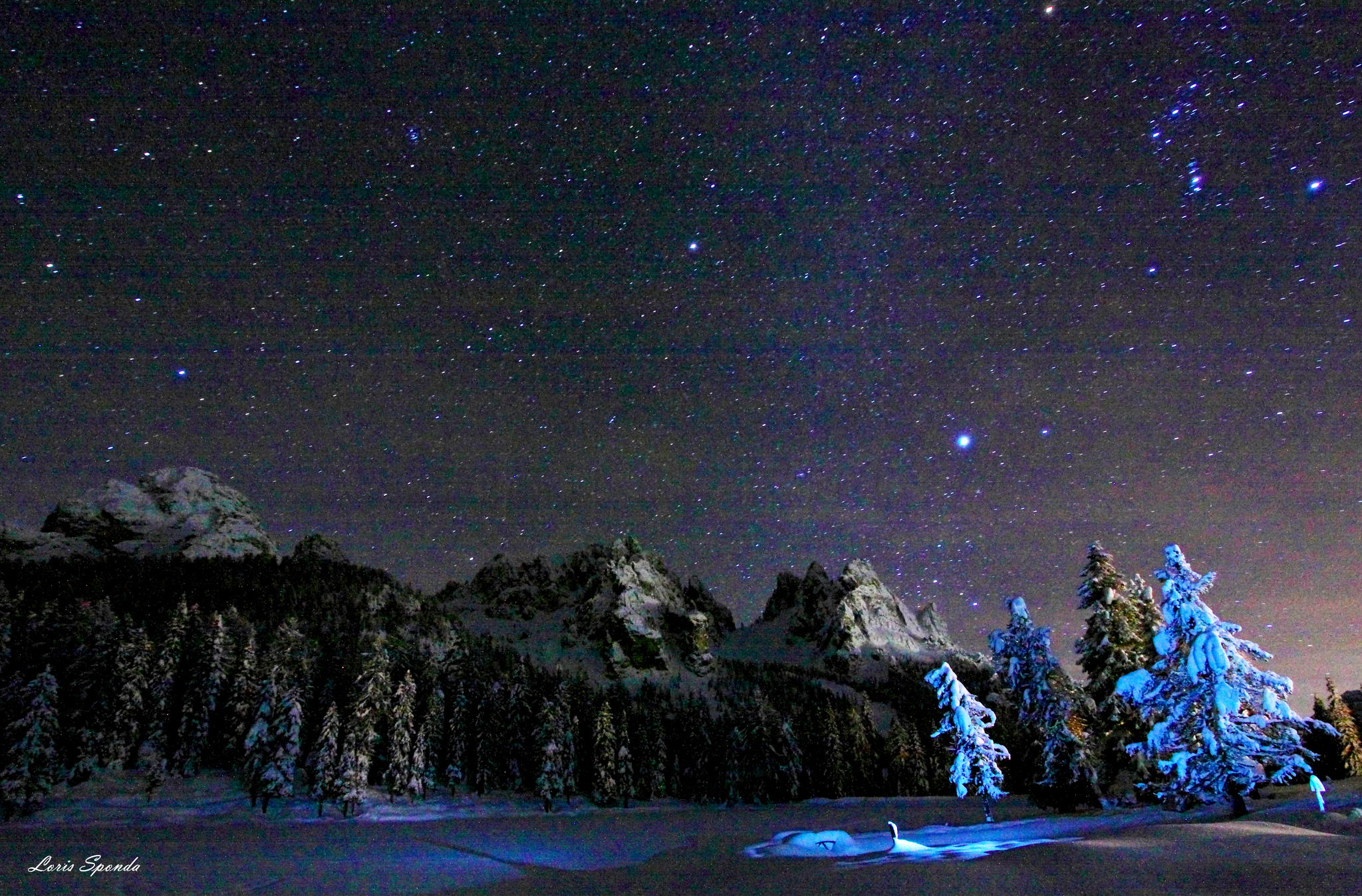
アルプスの山上に輝く星々。画像左端に「？」をひっくり返したように星が並んだ「ししの大鎌 (The Sickle)」が写っている。

天の赤道を跨ぐように位置しているため、地球上のどこからでも星座の一部を見ることができる。うみへび座・おとめ座・おおぐま座と面積の広さ上位3つの星座と境界を接しており、しし座自体も全天88星座の中で12番目に大きい。20時正中は4月下旬頃で、北半球では春の代表的な星座とされる。
β星デネボラと、うしかい座のα星アルクトゥールス、おとめ座のα星スピカが形作る三角形は春の大三角と呼ばれる。ライオンの頭部にあたる λ-ε-μ-ζ-γ-η-αの7星を繋いだ「?」を裏返したような星の並びは「ししの大鎌 (英: The Sickle)」と呼ばれる。

## 由来と歴史
現在のしし座の領域にある星々は、バビロニアの時代からライオンと見なされており、これがしし座の起源となったと考えられている。このライオンの星座は、早い時代には「高貴な大型肉食獣」を意味する Mul Ur-mah、紀元前2千年紀の半ばからは「偉大な大型肉食獣」を意味する Mul Ur-Gu-la と呼ばれていた。この星座は王権を象徴する星座であったと考えられており、ライオンの姿全体としては王国を、現在のα星レグルスは王そのものを表していたとされる。
このライオンの星座がいつ頃地中海世界に伝わったかは定かではないが、紀元前4世紀の古代ギリシアの天文学者クニドスのエウドクソスの著書『パイノメナ (古希: Φαινόμενα)』に記された星座のリストに既にしし座の名前が上がっていたとされ、エウドクソスの著述を元に詩作されたとされる紀元前3世紀前半のマケドニアの詩人アラートスの詩篇『パイノメナ (古希: Φαινόμενα)』では λέων (Leon) という名称で登場する。しし座についてアラートスは、おおぐま座の後ろ足の下のほうにあり、太陽がかに座を過ぎてこの星座に入る頃になると夏の盛りとなり麦が残らず刈り取られる、としている。
紀元前3世紀後半の天文学者エラトステネースの天文書『カタステリスモイ (古希: Καταστερισμοί)』や1世紀初頭の古代ローマの著作家ガイウス・ユリウス・ヒュギーヌスの『天文詩 (羅: De Astronomica)』では「ライオンは百獣の王であることからゼウスがそれを称えて星座としたものだ」とする説が第一に示されており、異説としてロドスのペイサンドロスの伝える話として、ヘーラクレースの12の功業の最初に登場するネメアのライオンであるとする説にも触れている。
エラトステネースやヒュギーヌス、プトレマイオスは、ライオンの尾の先にある三角形を成す星々を「ベレニケの髪束」と呼ぶと伝えている。このベレニケとは、紀元前3世紀中頃古代エジプトプトレマイオス朝の王プトレマイオス3世エウエルゲテスの妻のベレニケ2世のことで、プトレマイオス3世に仕えた数学者サモスのコノンと宮廷詩人カリマコスによって綴られたベレニケの髪の毛に関する伝承にちなんで名付けられたものである。特にヒュギーヌスは、ライオンよりもむしろベレニケのほうに紙幅を割いて紹介している。ベレニケの髪束とされた星々は、16世紀にドイツの数学者・地図製作者のカスパル・フォペルによって BERENICES CRINIS として独立した星座とされ、現在はかみのけ座の一部となっている。

17世紀にドイツの法律家ヨハン・バイエルが刊行した星図『ウラノメトリア』に描かれたしし座。

この星座に属する星の数について、エラトステネースとヒュギーヌスは19個、帝政ローマ期2世紀頃のクラウディオス・プトレマイオスの天文書『ヘー・メガレー・スュンタクスィス・テース・アストロノミアース (古希: ἡ Μεγάλη Σύνταξις τῆς Ἀστρονομίας)』、いわゆる『アルマゲスト』では27個とされた。これらより大きく時代を下った17世紀初頭のドイツの法律家ヨハン・バイエルは、1603年に刊行した星図『ウラノメトリア』で、α から ω までのギリシャ文字24文字とラテン文字15文字の計39文字を用いて43個の星に符号を付した。
1922年5月にローマで開催された国際天文学連合 (IAU) の設立総会で現行の88星座が定められた際にそのうちの1つとして選定され、星座名は Leo、略称も同じく Leo と正式に定められた。

### 中東

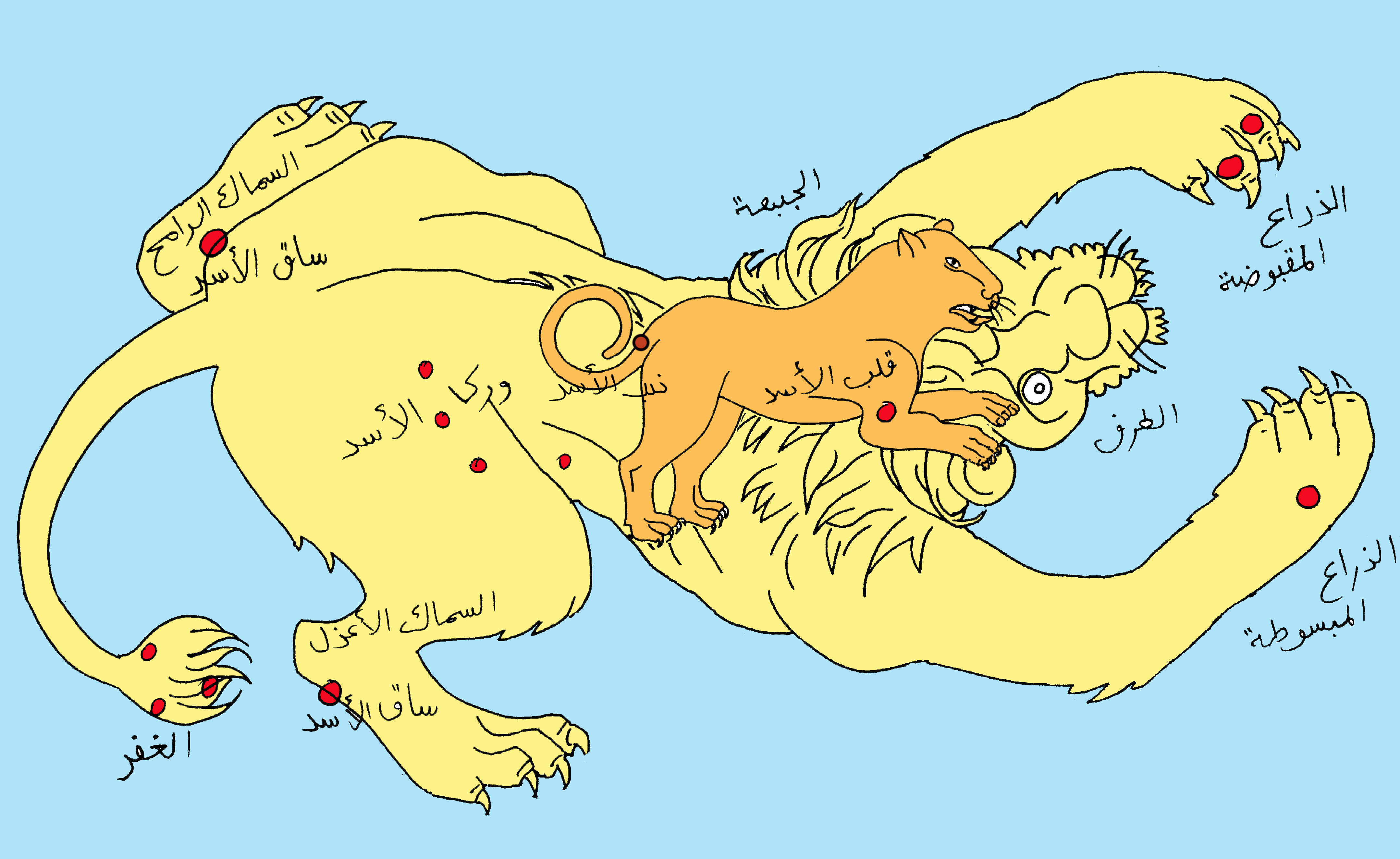
アラビアに伝わる新旧のライオンの星座絵。黄色に塗られた大きなライオンがバビロニア由来の巨大なライオンの星座、オレンジに塗られた小さいほうのライオンが古代ギリシアを経て伝わったライオンの星座である。大きなほうのライオンの左前足の2つの星はふたご座のカストルとポルックス、右前足の星はプロキオン、左後ろ足の星はアルクトゥールス、右後ろ足の星はスピカである。

紀元前500年頃に製作された天文に関する粘土板文書『ムル・アピン (MUL.APIN)』では、天空に3つある層のうち最上層の「エンリルの道」に置かれた、8番目の「ライオン」、9番目の「王」、10番目の「ライオンの尾」が現在のしし座と対応しているとされる。
バビロニアのライオンの星座がどれほどの大きさであったかは不明だが、後世のアラビア世界に伝わったライオンの星座は、現代に伝わるしし座よりもはるかに大きな星座であったと考えられている。このアラビアの星座は、現代の星座で言えば、ふたご座の頭部の2星から始まり、こいぬ座、かに座、しし座、おとめ座、りょうけん座、うしかい座、からす座にまでまたがる、巨大なライオンの姿であったとされる。このことは、10-11世紀ホラズムの学者ビールーニーの歴史書『過去の足跡』に記された月宿28宿において第7宿から第14宿に至るまでの8宿にわたってライオンの体の部分を示す名前が付けられていたことからも推察される。このイスラムの月宿マナージル・アル＝カマルでは、第10宿から第12宿までが現在のしし座の星と対応している。ζ・γ・η・α の4星が第10月宿の「アル＝ジャブハ」、θ・δ が第11月宿の「アッ＝ズーブラ」、β が第12月宿の「アッ＝サルファ」に、それぞれ対応するとされる。

### 中国

18世紀中国清代の『欽定古今図書集成』に描かれた太微垣の星々。

ドイツ人宣教師イグナーツ・ケーグラー（戴進賢）らが編纂し、清朝乾隆帝治世の1752年に完成・奏進された星表『欽定儀象考成』では、しし座の星は、三垣の1つ「太微垣」と、二十八宿の南方朱雀七宿の第三宿「柳宿」、第四宿「星宿」に配されていたとされる。
太微垣では、β・HD 102660・（不明）・95・HD 102910 の5星が星官「五帝座」に、93番星が諸王の嫡子を表す星官「太子」に、92番星が天子の近侍を表す星官「従官」に、72番星が皇帝の親衛隊を表す星官「虎賁」に、54・51 が士大夫を表す「少微」に、46・52・53・48 が長城を表す星官「長垣」に、χ・59・58 が天文台を表す星官「霊台」に、τ・υ・87 が天子が政教を明らかにする殿堂を表す「明堂」に、それぞれ配された。また、太微垣の右の城壁を表す星官「紫微右垣」では、σ が西上将、ι が西次将、θが西次相、δ が西上相とされた。

柳宿では、ψ・ξ・ω の3星が酒の製造・販売を管理する酒官を示す旗を表す星官「酒旗」に配された。星宿では、HD 83630・15・κ・λ・ε・μ・ζ・γ1・η・α・ο・ρ・31 の13星がやまねこ座の4星とともに黄帝を表す星官「軒轅」に、HD 86012 がこじし座の3星とともに法官を表す星官「内平」に配された。

## 神話

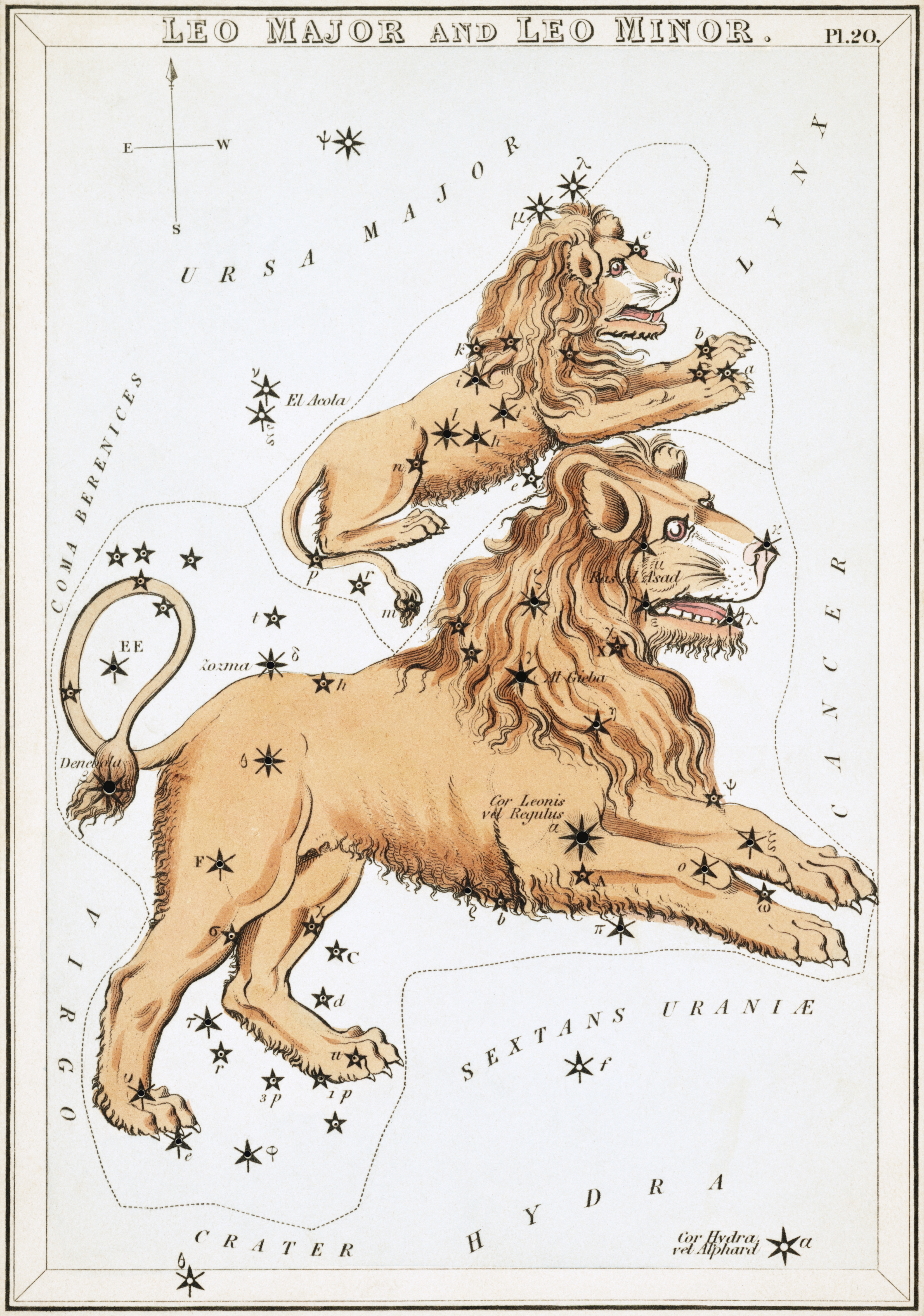
19世紀イギリスの星座カード集『ウラニアの鏡』に描かれたしし座とこじし座。

エラトステネースの『カタステリスモイ』やヒュギーヌスの『天文詩』では、紀元前7世紀の叙事詩人ロドスのペイサンドロスの伝える話としてヘーラクレースに倒されたネメアーのライオンであるとする説が紹介されているが、ただヘーラクレースが素手でライオンを絞め殺したことが語られるのみで伝承の詳細は語られていない。また、ペイサンドロスの叙事詩『ヘラクレイア (古希: Ἡράκλεια)』も散逸して、その内容の詳細は不明である。伝アポロドーロスの『ビブリオテーケー (古希: Βιβλιοθήκη)』では以下の話が伝えられている。

女神ヘーラーに狂気を吹き込まれて我が子とイーピクレースの子を炎に投げ入れて殺してしまったヘーラクレースは、自らをテーバイから追放し、デルポイに赴いてどこに住むべきかを神に問うた。そこで得られた神託は「ティーリュンスに住み、ミュケーナイの王エウリュステウスに12年間仕えて、命ぜられる十の仕事を行ない、この功業が成った後には不死となるであろう」というものであった。このときまで「アルケイデース」という名前であった彼は、このとき初めてヘーラクレースという名で呼ばれたという。これを聞いてエウリュステウスの下に赴いたヘーラクレースは、第一にネメアーのライオンの革を持ってくることを命ぜられた。このライオンはテューポーンの子供で、不死身であった。ネメアーでライオンを探し出したヘーラクレースは、まず弓でライオンを射たが効き目がなかった。彼は棍棒を振りかざしてライオンを追い、洞穴に追い込み、顎に腕を巻きつけて絞め殺した。ヘーラクレースは倒したライオンを持ってミュケーナイに赴いたが、彼を恐れたエウリュステウスはヘーラクレースに市内に入ることを禁じた。

## 呼称と方言
世界で共通して使用されるラテン語の学名は Leo、日本語の学術用語としては「しし」とそれぞれ正式に定められている。現代の中国でも狮子座（獅子座）と呼ばれている。
明治初期の1874年（明治7年）に文部省より出版された関藤成緒の天文書『星学捷径』で「レオ」という読みと「獅子」という解説が紹介された。これ以降 Leo の日本語名は「獅子」が定着しており、30年ほど時代を下った明治後期、1908年（明治41年）7月に刊行された日本天文学会の会報『天文月報』の第1巻1号に掲載された「四月の天」と題した記事でも「獅子」という星座名が確認できる。この訳名は、東京天文台の編集により1925年（大正14年）に初版が刊行された『理科年表』にも「獅子（しし）」として引き継がれており、1944年（昭和19年）に天文学用語が見直しされた際も変わらず「獅子（しし）」が使われた。戦後の1952年（昭和27年）7月に日本天文学会が「星座名はひらがなまたはカタカナで表記する」とした際に「しし」とされ、以降もこの呼称が継続して用いられている。

### 方言
岐阜県揖斐郡横蔵村（現・揖斐川町）には、獅子の頭部を成す λ・ε・μ・ζ・γ・η・α の7星が形作る「؟」のような形状を樋をかける金具に見立てた「トイカケボシ（樋掛け星）」という呼称が伝わっていた。また、京都府の天橋立地方には、しし座の頭部をはずみ車、下半身を紡錘として、しし座全体を糸車に見立てた「イトカケボシ（糸掛け星）」という呼称が伝わっていた。星の和名で知られる野尻抱影は、両者の類似性に着目して相互に関連があって一は他の転訛であるかもしれない。としていたが、伝承資料が少なく定かではない。
江戸時代には、ψ・ξ・ω の3星が「サカボシ（酒星）」と呼ばれていた。これは中国の星官「酒旗」をそのまま充てたもので、文人に好まれて俳句に詠まれることもあった。
- たなばたのお酌にたつや酒の星安原貞室
- 酒星を見に出て蛙聞く夜かな加舎白雄

## 主な天体

### 恒星
1等星のα星レグルス以外に、β星、γ星の2つの2等星がある。
2024年1月現在、国際天文学連合 (IAU) によって13個の恒星に固有名が認証されている。
α星
太陽系から約77.5 光年の距離にある、見かけの明るさ1.40 等、スペクトル型 B8IVn の準巨星で、1等星。しし座で最も明るい恒星で、全天21の1等星の1つ。主星Aと白色矮星のペアと、スペクトル型 K2V のB星と M4V のC星の赤色矮星のペアの、2つの連星系からなる多重星系であると考えられている。
A星には、「小さな王」を意味する言葉に由来する「レグルス(Regulus)」という固有名が認証されている。
β星
太陽系から約36.2 光年の距離にある、見かけの明るさ2.13 等、スペクトル型 A3Va のA型主系列星で、2等星。アルクトゥールス・スピカとともに春の大三角を形作っている。変光星としては脈動変光星のたて座デルタ型変光星 の中でも変光の振幅が0.1等級未満のグループであるDSCTC型に分類されており、0.025 等級の振幅で変光していると見られている。1987年にはアメリカ・オランダ・イギリスが共同開発した赤外線宇宙望遠鏡IRASによる観測でデブリ円盤の存在を示唆する赤外超過が検出された。2010年の研究では、デブリ円盤の中央から半径1 天文単位 (au) はデブリが比較的少なく、半径2-3 auには約600Kの塵のリング状構造、そして5-55 auまで広がる約120Kの塵の帯という複雑な構造があることが明らかにされた。
A星には、アラビア語で「獅子の尾」を意味する言葉に由来する「デネボラ(Denebola)」という固有名が認証されている。
γ星
見かけの明るさ2.37 等、スペクトル型 K1-IIIFe-1のA星 (γ1) と見かけの明るさ3.64 等、スペクトル型 G7IIIbのB星 (γ2) からなる連星系。A星とB星は、互いの共通重心を約510.3 年の周期で公転していると見られている。2010年には、A星の周囲に軌道長半径1.19±0.02 au、軌道離心率0.144±0.046の公転軌道を428.5日の公転周期で周回する惑星質量の天体 γ1 Leo b が存在するとした研究が発表された。γ1 Leo b の質量は66.2+64.7
−57.0 MJ（木星質量）と見積もられており、巨大ガス惑星または褐色矮星と推測されている。
γ1星には、イスラムの月宿マナージル・アル＝カマルの第10月宿に由来する「アルギエバ(Algieba)」という固有名が認証されている。
δ星
太陽系から約57.7 光年の距離にある、見かけの明るさ2.53 等、スペクトル型 A5IV(n) の準巨星で、3等星。ギリシア語でガードルや腰布を意味する言葉に由来する「ゾスマ (Zosma)」という固有名が認証されている。
ζ星
太陽系から約232 光年の距離にある、見かけの明るさ3.41 等、スペクトル型 F0IIIa の巨星で、3等星。5.5′離れた位置に見える6.03 等のB星（しし座35番星）とは見かけの二重星の関係にあるが、A星自体が分光連星であると考えられている。太陽系近傍の運動星団であるおおぐま座運動星団のメンバーと考えられている。
Aa星には、アラビア語で「髪の毛の束」を意味する言葉に由来する「アダフェラ(Adhafera)」という固有名が認証されている。
θ星
太陽系から約161 光年の距離にある、見かけの明るさ3.35 等、スペクトル型 A2IV の準巨星で、3等星。イスラムの月宿マナージル・アル＝カマルの第11月宿に由来する「シェルタン(Chertan)」という固有名が認証されている。
λ星
太陽系から約373 光年の距離にある、見かけの明るさ4.31 等、スペクトル型 K4.5III の赤色巨星で、4等星。イスラムの月宿マナージル・アル＝カマルの第9月宿に由来する「アルテルフ(Alterf)」という固有名が認証されている。
μ星
太陽系から約125 光年の距離にある、見かけの明るさ3.88 等、スペクトル型 K2IIIbCN1Ca1 の赤色巨星で、4等星。2014年に、軌道長半径1.1±0.1 auの公転軌道を357.8日の公転周期で周回する2.4±0.4 MJの太陽系外惑星 μ Leo b が存在するとした研究が発表された。アラビア語で「ライオンの頭の北側の部分」を意味する言葉に由来する「ラサラス(Rasalas)」という固有名が認証されている。
ο星
太陽系から約135 光年の距離にある、見かけの明るさ3.52 等の分光連星。F型の巨星AaとA型主系列星Abが互いの共通重心を14.498日の周期で公転していると考えられている。Aa星には、イスラムの月宿マナージル・アル＝カマルの第11月宿に由来する「スブラ(Subra)」という固有名が認証されている。
HD 96063
太陽系から約454 光年の距離にある、見かけの明るさ8.254 等、スペクトル型 G6V のG型主系列星で、8等星。IAUの100周年記念行事「IAU100 NameExoWorlds」でトリニダード・トバゴ共和国に命名権が与えられ、主星は Dingolay、太陽系外惑星は Ramajay と命名された。
HD 99109
太陽系から約179 光年の距離にある、見かけの明るさ9.06 等、スペクトル型 G8/K0IV のG型主系列星で、9等星。IAUの100周年記念行事「IAU100 NameExoWorlds」でパキスタン・イスラム共和国に命名権が与えられ、主星は Shama、太陽系外惑星は Perwana と命名された。
HD 100655
太陽系から約451 光年の距離にある、見かけの明るさ6.438 等、スペクトル型 G9III の巨星で、6等星。IAUの100周年記念行事「IAU100 NameExoWorlds」で台湾に命名権が与えられ、主星は Formosa、太陽系外惑星は Sazum と命名された。
HD 100777
太陽系から約162 光年の距離にある、見かけの明るさ8.42 等、スペクトル型 G8V のG型主系列星で、8等星。IAUの100周年記念行事「IAU100 NameExoWorlds」でネパールに命名権が与えられ、主星は Sagarmatha、太陽系外惑星は Laligurans と命名された。
グリーゼ436
太陽系から約31.9 光年の距離にある、見かけの明るさ10.613 等、スペクトル型 M3V の赤色矮星で、11等星。2022年に開催されたIAUの太陽系外惑星命名キャンペーン「NameExoWorlds 2022」でアメリカ合衆国のグループからの提案が採用され、主星にはチェロキーの言葉で「星」を意味する言葉に由来する Noquisi、系外惑星bは「ワシ」を意味する言葉に由来する Awohali とそれぞれ命名された。
このほか、以下の恒星が知られている。
ε星
太陽系から約227 光年の距離にある、見かけの明るさ2.98 等、スペクトル型 G1IIIa の巨星で、3等星。
- κ星：太陽系から約200 光年の距離にある、見かけの明るさ4.46 等、スペクトル型 K2IIIb の赤色巨星で、4等星[76]。

R星
太陽系から約232 光年の距離にある、スペクトル型 M7-9e のミラ型変光星。309.95 日の周期で、4.4 等から11.3 等の範囲で見かけの明るさを変えている。最大光度では肉眼でも見える明るさとなるため、アメリカ変光星観測者協会 (AAVSO) の「観測しやすい星」のリストにも挙げられている。
AQ星
太陽系から約9,133 光年の距離にある、スペクトル型 kA5hF3.5 の脈動変光星。変光星としてはこと座RR型変光星のサブタイプのRR(B)型またはRRd型のプロトタイプとされており、B等級では0.5497808 日の周期で12.37 等から13.15 等の範囲で明るさを変えている。
ウォルフ359
太陽系から約7.86 光年の位置にある、見かけの明るさ13.507 等、スペクトル型 dM6 の赤色矮星。ケンタウルス座α星系、バーナード星系に次いで、太陽系に3番目に近い恒星系である。2019年に、2つの太陽系外惑星候補を検出したとする研究結果がarXivに投稿されたが、その後の追観測では主星に近い位置にあるとされた Wolf 359 c の存在可能性は否定されており、外側にあるとされた Wolf 359 b の存在も未確定のままである。変光星としては、回転変光星の「りゅう座BY型変光星 (BY)」と爆発型変光星の「くじら座UV型変光星 (UV)」（閃光星、フレア星）に分類されており、恒星黒点や彩層活動といった表面輝度のムラと突発的な恒星フレアの発生によって明るさを変えている。
DP星
太陽系から約1,036 光年の距離にある、強力な磁場を持つ白色矮星の主星と赤色矮星の伴星からなる連星系。主星の強力な磁場によって、主星の自転周期と連星系の公転周期が同期している。この強力な磁場は、伴星からの降着流による降着円盤の形成を妨げ、降着流を主星の磁極付近に衝撃波を伴いながら激しく降着させることで、強いX線を放出させている。また、降着流中の電子からは強力な磁場を受けたサイクロトロン放射により可視光や赤外線を放出している。このような連星系は「強磁場激変星」または「ポーラー (英: Polar)」と呼ばれる。2009年には、この連星の周囲を公転する周連星惑星DP Leo (AB) b が検出された。DP Leo (AB) b の質量は6.05±0.47 MJで、連星から8.19±0.39 au離れた軌道を公転していると見積もられている。

### 星団・星雲・銀河
18世紀フランスの天文学者シャルル・メシエが編纂した『メシエカタログ』に挙げられた銀河が5つ位置している。また、パトリック・ムーアがアマチュア天文家の観測対象に相応しい星団・星雲・銀河を選んだ「コールドウェルカタログ」に渦巻銀河NGC 3626が選ばれている。θ星シェルタンの南に見える M65・M66・NGC 3628 の3つの銀河は しし座のトリオ銀河(英: Leo Triplet) と呼ばれている。
しし座の領域には、局所銀河群に属する矮小銀河が複数発見されている。このうち、矮小楕円体銀河のしし I・しし II・しし IV・しし V は天の川銀河のサブグループに属しており、天の川銀河からもアンドロメダ銀河からも離れた位置に矮小不規則銀河のしし A がある。
M65
天の川銀河から約3990万 光年の距離にある渦巻銀河。近くに見えるM66とともにシャルル・メシエが発見し、1780年3月1日にカタログに記載した。しかし、19世紀イギリスの天文学者ウィリアム・ヘンリー・スミスが、M65とM66の発見者をピエール・メシャンであるとしたため、1960年に正される以前はメシャンの発見とされていた。2013年3月21日には、日本のアマチュア天文家菅野松男がII型超新星SN2013am を発見した。菅野はこの発見により、彗星・新星・超新星の「新天体発見三冠」を達成している。
M66
天の川銀河から約3140万 光年の距離にある渦巻銀河。M65と同じく、発見者のメシエによって1780年3月1日にカタログに記載された。M66グループとも呼ばれるしし座のトリオ銀河の中で最も規模の大きな銀河。非対称的な渦状腕を持っており、銀河核は銀河円盤の中心からずれた位置にあるように見える。これらの異常な構造は、M65とNGC 3628からの重力相互作用によって歪められた結果である可能性が高いとされている。
M95
天の川銀河から約3240万 光年の距離にある棒渦巻銀河。1781年3月20日にフランスの天文学者ピエール・メシャンが発見した。M96・M105 などとともにM96銀河群 (英: M96 group) と呼ばれる銀河の小集団を形成している。銀河中心の棒状構造のすぐ外側に明るい環状の構造が存在しており、星形成バーストによって輝いて見えると考えられている。
M96
天の川銀河から約3540万 光年の距離にある棒渦巻銀河。M95と同じ1781年3月20日にメシャンが発見した。M96銀河群に属する銀河の中で最も明るく見える。
M105
天の川銀河から約3610万 光年の距離にある楕円銀河。M95とM96の発見から4日後の1781年3月24日にメシャンが発見した。元々メシエのカタログには記載されていなかったが、メシャンがベルリンの王立科学アカデミーのヨハン・ベルヌーイ3世宛てに送った1783年5月6日付の手紙にこの銀河のことが記述されていることを発見したカナダの天文学者ヘレン・ソーヤー・ホッグによって、1947年にM106・M107とともにメシエ天体に追加された。ライナー型の活動銀河核 (AGN) があることで知られ、ハッブル宇宙望遠鏡による可視光と近赤外線波長での観測結果から銀河中心には200×106 M☉以上の質量を持つ超大質量ブラックホールが存在すると推測されている。
NGC 3626
天の川銀河から約5790万 光年の距離にある渦巻銀河。コールドウェルカタログの40番に選ばれている。1784年にウィリアム・ハーシェルが発見した。コールドウェル天体の中では最も小さな部類に入るため、小望遠鏡では見ることが難しく、口径25 センチメートル以上の望遠鏡での観測が望ましいとされている。
NGC 3628
天の川銀河から約3200万 光年の距離にある棒渦巻銀河。1784年4月8日にウィリアム・ハーシェルが発見した。その外見から「ハンバーガー銀河 (英: the Hamburger Galaxy)」、また19世紀イギリスの詩人サラ・ウィリアムズにちなんだと思われる Sarah's Galaxy などの通称で知られる。
しし I
天の川銀河から約80万 光年の距離にある矮小楕円体銀河。天の川銀河の伴銀河。
しし II
天の川銀河から約71万 光年の距離にある矮小楕円体銀河。天の川銀河の伴銀河。
しし IV
天の川銀河から約51万 光年の距離にある矮小楕円体銀河。天の川銀河の伴銀河。
しし V
天の川銀河から約59万 光年の距離にある矮小楕円体銀河。天の川銀河の伴銀河。
しし A
天の川銀河から約418万 光年の距離にある矮小不規則銀河。矮小不規則銀河としては暗い部類に入り、局所銀河群の中では比較的孤立して存在する銀河である。2004年にすばる望遠鏡による観測によって、しし A には種族IIからなる広がったハローがあることが明らかとなった。このことから、しし A はより小さな銀河が集積・合体して形成されたと考えられている。
- アメリカ合衆国アリゾナ州レモン山天文台の0.81 mシュルマン望遠鏡で撮影された、渦巻銀河M65。
- 2010年にハッブル宇宙望遠鏡の掃天観測用高性能カメラ (ACS) による撮像データから合成された棒渦巻銀河M66。
- ヨーロッパ南天天文台 (ESO) の超大型望遠鏡VLTで撮像された棒渦巻き銀河NGC 3628。銀河円盤をダークレーンが横切る外見をハンバーガーに見立てたハンバーガー銀河 (英: the Hamburger Galaxy) という通称で呼ばれることもある。
- ESOのVLTサーベイ望遠鏡（英語版）で撮像されたしし座のトリオ銀河。画像左がNGC 3628、画像右上がM65、画像右下がM66。この中ではM66が最も規模が大きな銀河である。
- ESOのVLTで撮像された棒渦巻銀河M95。銀河中心の棒状構造とそれを取り巻く環状の構造がはっきり見える。
- ハッブル宇宙望遠鏡の広視野カメラ3 (WFC3) で撮像された棒渦巻銀河M96。棒渦巻銀河としては非対称的な形状をしており、核も中心からずれた位置にある。
- ハッブル宇宙望遠鏡の WFC3 で撮像された渦巻銀河NGC 3626。
- ハッブル宇宙望遠鏡の ACS と広視野惑星カメラ2 (WFPC2) で撮像されたデータから合成された矮小不規則銀河しし A の画像。この画像に写っている星の1つ1つがしし A を構成する天体である。

## 流星群
しし座の名前を冠した流星群で、IAUの流星データセンター (IAU Meteor Data Center) で確定された流星群 (Established meteor showers) とされているものは、しし座流星群 (Leonids, LEO)、しし座κ昼間流星群 (Daytime kappa Leonids, KLE)、1月しし座流星群 (January Leonids, JLE) の3つである。
しし座流星群は、テンペル・タットル彗星を母天体に持つ、γ星付近を放射点とする流星群で、11月17日前後に極大を迎える。およそ33年ごとに大出現が観測されており、2001年11月18日深夜から翌19日未明には1時間あたり1,000個を超える流星嵐が観測された。この出現や1999年から2002年にかけての活発な活動は、当時最新のダストトレイル理論によって予測されており、理論の確立に大きく寄与したことで知られる。